# Revival Tour
Revival Tour fue la segunda gira como solista de la cantante estadounidense Selena Gomez, en apoyo de su segundo álbum de estudio en solitario Revival (2015). La gira comenzó en Las Vegas (Nevada) en el Mandalay Bay Events Center el 6 de mayo de 2016. El 30 de agosto, la artista informó mediante un comunicado de prensa que, teniendo en cuenta los síntomas de su enfermedad (lupus), necesitaba darse un descanso. Con esto, anunció la cancelación de las fechas subsiguientes para el mes de octubre, noviembre y diciembre, dejando en duda si haría lo mismo con el resto de programación de la gira.

## Antecedentes
El 1 de octubre de 2015, Gomez anunció que empezaría su gira por América del Norte a finales de la primavera del año siguiente, en apoyo de su álbum Revival (2015). En un video publicado en Instagram, Gomez declaró:

Tengo un anuncio muy emocionante: estoy lanzando mi Revival World Tour. Voy a ir recorriendo los Estados Unidos y Canadá, de mayo a julio y, posteriormente, en el año ir al extranjero.

También anunció que los aficionados pueden comprar un Revival paquete con acceso a entradas al tour. En una declaración a la revista Entertainment Weekly, Gomez declaró:

¡Estoy lista para volver a la carretera y ver a mis fanes en persona! Este álbum marca un nuevo y muy importante capítulo en mi vida. No puedo esperar a llegar al escenario y llevar a cabo este nuevo material.

El 22 de enero de 2016, Gomez anunció un espectáculo añadido en Anaheim, donde Charlie Puth servirá como el acto de apertura.
El 23 de febrero de 2016, Gomez reveló a través de su Snapchat que DNCE servirá como el principal acto de apertura durante gran parte de la gira en Norteamérica.
El 14 de marzo de 2016, Tyler Shaw anunció que se unirá a Gomez como el acto de apertura en Vancouver y Winnipeg.
El 15 de marzo de 2016, se anunció que Gomez aparecería en el Festival de Verano de Quebec 2016, que tendrá lugar el 11 de julio de 2016.
En abril de 2016, se añadieron un total de 7 espectáculos en Asia, 3 shows en México, y 21 shows en Europa para la gira.
El 12 de abril de 2016, Bahari anunciaron que se unirán a Gomez como uno de los actos de apertura en América del Norte.
El 20 de abril de 2016, se anunció que Bea Miller se unirá a Gomez como uno de los actos de apertura durante la parte norteamericana de la gira.
El 1 de mayo de 2016, la banda Bahari anunció en Twitter que van a empezar en Austin través de Los Ángeles en América del Norte como uno de los actos de apertura.
El 3 de mayo de 2016, se puso a disposición de la línea de productos oficiales para el viaje a través de la página web de Gomez.
El 24 de mayo de 2016, Gomez anunció que estará de gira en Oceanía por primera vez. Debido a la alta demanda se agregaron shows extras en lugares como Melbourne y Sídney. También confirmó a la revista Vogue Brasil que el Revival Tour pasará por Latinoamérica en diciembre de este mismo año.

## Sinopsis del concierto
El espectáculo comienza cuando se escuchan las primeras frases de la canción «Revival». Terminadas las primeras frases, el silencio y la oscuridad se mantienen, al igual que el suspenso entre los fanáticos. Unos segundos después, el escenario se ilumina y se ven una sombras misteriosas, y entre ellas se ve la sombra de Selena, quien se encuentra cantando «Revival». Durante el coro, el telón que dejaba ver a Selena sólo a través de su sombra se cae, y Gomez comienza a caminar por el escenario, dejándose ver por primera vez en el show. Terminado el primer coro de «Revival», salen los bailarines al escenario junto a unos objetos con forma piramidal, entonces Selena, detrás de esos objetos se coloca un vestido para cantar «Same Old Love». Cuando termina esta canción, las luces se apagan y Selena se esconde entre los objetos para quitarse el vestido, cuando de repente, las luces se prenden y se escuchan elementos de música electrónica, y Selena aparece sin el vestido que ocupó en «Same Old Love» y comienza a cantar una nueva versión de «Come & Get It» por todo el escenario. Luego la cantante saluda al público para cantan «Sober» en solitario y poner fin al Acto I.
El Acto II comienza con un video interludio en el cual se ve a Selena modelando diversas vestimentas y su cuerpo, mientras se escuchan extractos del éxito «The Heart Wants What It Wants». Cuando termina el video, las luces se apagan y se ve humo en la pantalla y en el escenario, dando comienzo a la canción «Good for You», la cual canta demostrando tranquilidad y sensualidad. Al final de la canción salen al escenario dos plataformas con luces, dando paso a «Survivors» y luego a «Slow Down». Para estas dos puestas en escena hubo un gran juego de luces y de bailes energéticos. Luego Gomez habla con el público, para comenzar a cantar una nueva versión de «Love You like a Love Song». Para terminar el acto, Selena conversa con el público mientras se escuchan elementos de una de las canciones más exitosas de su álbum Revival, «Hands to Myself», en la que Selena canta junto a sus bailarines, quienes al terminar la canción, la toman en brazos y se la llevan, para pasar al acto acústico.
Luego del llamativo fin de «Hands to Myself», comienza un nuevo video interludio, en el que se ve a Selena utilizando una lupa, guantes, un velo, entre otras cosas. Después aparece Selena en el escenario dándole las gracias al público por su asistencia, y comienza a cantar la versión acústica de «Who Says», para la cual aparece un hombre en el escenario tocando el piano. Terminada la canción, la cantante se sienta para tocar el piano y cantar «Transfiguration», y luego «Nobody», dando en cierta forma, una alabanza hacia Dios. Finalmente, Selena habla con el público y se pone a cantar su nueva canción (aún no lanzada oficialmente) «Feel Me».
Finalizado el Acto III, comienza un sensual video interludio, en el que se demuestran las raíces latinas de Selena, ya que en el video se ven velas, pétalos de rosas y abanicos. En el video se ve a Selena metida en una tina con agua, de la cual posteriormente se sale y se escuchan elementos de «Me & My Girls», entonces Gomez sale al escenario junto a dos de sus bailarinas en una carretilla para cantarla. Terminada esta canción se pone en escena «Me & the Rhythm», en donde se ve una elaborada coreografía de Selena junto a sus bailarines. Luego canta «Body Heat», y ocupando la misma carretilla con la que la cantante entró al escenario, sale, para dar paso al último acto del show. Durante todo este acto, se vieron dos rosas inflables que llegaban hasta el techo del escenario, para que el acto tenga una mejor ambientación.
En el último video interludio del show se ve una fiesta de luces junto a Selena, y para comenzar el Acto V, Selena aparece en solitario cantando «Sweet Dreams (Are Made of This)», para la cual, la cantante utiliza un palo metálico que sostiene el micrófono. Finalizada esa puesta en escena, Selena conversa con el público, demostrándoles que el show está por terminar, y comienza a sonar su sencillo más reciente, «Kill Em with Kindness», que luego da paso a «I Want You to Know». Terminada esta última, los bailarines se calman, y Selena se sienta y se escuchan las primeras frases de «Revival» (las mismas que dan comienzo al show), en una nueva versión, entonces comienza a cantar «Revival» en esta nueva versión más electrónica. A medida que canta esta canción Selena le da las gracias al público y los prepara para saltar en el último coro de «Revival», en el que salen chispas y un gran juego de luces, para que Selena se despida del público y termine el show en grande.
El show dura aproximadamente una hora y diez minutos.
Los objetos piramidales, las plataformas con luces y la carretilla se utilizaron solamente en los shows de la etapa en Norteamérica. También se cambió el escenario, y por esto, las puestas en escena.

## Actos de apertura
Primera etapa (Norteamérica)
- DNCE - (6 de mayo de 2016 - 13 de mayo de 2016) (16 de mayo de 2016 - 19 de mayo de 2016) (23 de mayo de 2016 - 8 de julio de 2016)
- Bea Miller - (6 de mayo de 2016 - 15 de junio de 2016) (9 de julio de 2016)
- Tyler Shaw - (14, 20 y 22 de mayo de 2016)
- Bahari - (17 de junio de 2016 - 8 de julio de 2016)
- Charlie Puth - (9 de julio de 2016)

Segunda etapa (Asia)
- Gentle Bones - (27 de julio de 2016)
- Jai Waetford - (29 de julio de 2016)
- Darren Espanto - (31 de julio de 2016)
- DNCE - (2 de agosto de 2016 - 3 de agosto de 2016)

Tercera etapa (Oceanía)
- DNCE - (6 de agosto de 2016 - 13 de agosto de 2016)

## Lista de canciones
Acto 1
1.- Revival
2.- Same Old Love
3.- Come & Get It (Nueva Versión/Remix)
4.- Sober
Acto 2
"The Heart Wants What It Wants" (Interlude 1)
5.- Good for You
6.- Survivors
7.- Slow Down
8.- Love You like a Love Song (Nueva Versión/Remix)
9.- Hands to Myself
Acto 3
10.- Who Says
11.- Transfiguration (Hillsong Worship cover)
12.- Nobody
13.- Feel Me (Nueva Canción)
Acto 4
"You Don't Own Me (Grace ft. G-Eazy)" (Interlude 3)
14.- Me & My Girls
15.- Me & the Rhythm
16.- Body Heat (Extendida)
Acto 5
"Light Show" (Interlude 4)
17.- Sweet Dreams (Are Made of This) (Eurythmics cover)
18.- Kill Em with Kindness
19.- I Want You to Know
20.- Revival (Remix)
- Durante el show en Miami, Gomez dedicó "Transfiguration" y "Nobody" a Christina Grimmie. Grimmie había muerto el 10 de junio de 2016 por heridas de bala después de haber sufrido un ataque tras un concierto suyo dado en Orlando.
- Durante el show en Nueva Orleans, Gomez dedicó "Transfiguration" a las víctimas afectadas por la masacre de la discoteca Pulse de Orlando.
- Durante el show en Anaheim, Charlie Puth se unió a Gomez para interpretar "We Don't Talk Anymore".

## Fechas
| Día                    | Ciudad                 | País                   | Recinto                         | Entradas               | Recaudación            |
| Norteamérica - Etapa I | Norteamérica - Etapa I | Norteamérica - Etapa I | Norteamérica - Etapa I          | Norteamérica - Etapa I | Norteamérica - Etapa I |
| ---------------------- | ---------------------- | ---------------------- | ------------------------------- | ---------------------- | ---------------------- |
| 6 de mayo de 2016      | Las Vegas              | Estados Unidos         | Mandalay Bay Events Center      | 9,143 / 9,143          | $696,878               |
| 8 de mayo de 2016      | Fresno                 | Estados Unidos         | Save Mart Center                | 8,234 / 10,114         | $598,576               |
| 10 de mayo de 2016     | Sacramento             | Estados Unidos         | Sleep Train Arena               | 7,694 / 11,285         | $501,192               |
| 11 de mayo de 2016     | San José               | Estados Unidos         | SAP Center                      | 9,375 / 12,085         | $798,629               |
| 13 de mayo de 2016     | Seattle                | Estados Unidos         | KeyArena                        | 13,595 / 13,595        | $703,871               |
| 14 de mayo de 2016     | Vancouver              | Canadá                 | Rogers Arena                    | 11,050 / 11,050        | $691,064               |
| 16 de mayo de 2016     | Edmonton               | Canadá                 | Rexall Place                    | 7,340 / 10,010         | $602,398               |
| 17 de mayo de 2016     | Calgary                | Canadá                 | Scotiabank Saddledome           | 7,430 / 13,000         | $556,281               |
| 19 de mayo de 2016     | Saskatoon              | Canadá                 | SaskTel Centre                  | 8,062 / 10,102         | $723,211               |
| 20 de mayo de 2016     | Winnipeg               | Canadá                 | MTS Centre                      | 8,008 / 8,008          | $599,091               |
| 22 de mayo de 2016     | Ottawa                 | Canadá                 | Canadian Tire Centre            | 7,338 / 14,000         | $606,982               |
| 23 de mayo de 2016     | London                 | Canadá                 | Budweiser Gardens               | 5,449 / 8,635          | $474,569               |
| 25 de mayo de 2016     | Toronto                | Canadá                 | Air Canada Centre               | 13,448 / 13,448        | $921,528               |
| 26 de mayo de 2016     | Montreal               | Canadá                 | Centre Bell                     | 8,289 / 8,289          | $690,589               |
| 28 de mayo de 2016     | Boston                 | Estados Unidos         | TD Garden                       | 10,271 / 12,324        | $705,746               |
| 29 de mayo de 2016     | Uncasville             | Estados Unidos         | Mohegan Sun Arena               | 7,139 / 7,139          | $465,290               |
| 1 de junio de 2016     | Brooklyn               | Estados Unidos         | Barclays Center                 | 10,385 / 12,970        | $718,432               |
| 2 de junio de 2016     | Newark                 | Estados Unidos         | Prudential Center               | 10,605 / 13,605        | $761,627               |
| 4 de junio de 2016     | Washington D. C.       | Estados Unidos         | Verizon Center                  | 10,254 / 12,322        | $706,939               |
| 5 de junio de 2016     | Cincinnati             | Estados Unidos         | U.S. Bank Arena                 | 7,980 / 7,980          | $478,068               |
| 7 de junio de 2016     | Charlotte              | Estados Unidos         | Time Warner Cable Arena         | 7,470 / 15,846         | $603,234               |
| 9 de junio de 2016     | Atlanta                | Estados Unidos         | Philips Arena                   | 7,887 / 9,106          | $515,645               |
| 10 de junio de 2016    | Orlando                | Estados Unidos         | Amway Center                    | 9,600 / 9,600          | $533,045               |
| 11 de junio de 2016    | Miami                  | Estados Unidos         | AmericanAirlines Arena          | 11,525 / 11,525        | $809,247               |
| 14 de junio de 2016    | Nueva Orleans          | Estados Unidos         | Smoothie King Center            | 9,062 / 9,062          | $612,718               |
| 15 de junio de 2016    | Houston                | Estados Unidos         | Toyota Center                   | 7,456 / 12,052         | $534,849               |
| 17 de junio de 2016    | Austin                 | Estados Unidos         | Frank Erwin Center              | 7,097 / 12,193         | $607,609               |
| 18 de junio de 2016    | Dallas                 | Estados Unidos         | American Airlines Center        | 12,295 / 14,203        | $948,170               |
| 19 de junio de 2016    | Tulsa                  | Estados Unidos         | BOK Center                      | 8,000 / 8,000          | $570,235               |
| 21 de junio de 2016    | Nashville              | Estados Unidos         | Bridgestone Arena               | 8,930 / 15,763         | $693,035               |
| 22 de junio de 2016    | Louisville             | Estados Unidos         | KFC Yum! Center                 | 6,302 / 11,982         | $447,926               |
| 24 de junio de 2016    | Auburn Hills           | Estados Unidos         | The Palace of Auburn Hills      | 7,553 / 13,148         | $601,159               |
| 25 de junio de 2016    | Chicago                | Estados Unidos         | United Center                   | 8,339 / 14,372         | $630,296               |
| 26 de junio de 2016    | Saint Louis            | Estados Unidos         | Scottrade Center                | 8,000 / 8,000          | $493,923               |
| 28 de junio de 2016    | Saint Paul             | Estados Unidos         | Xcel Energy Center              | 7,336 / 12,165         | $504,710               |
| 29 de junio de 2016    | Milwaukee              | Estados Unidos         | Marcus Amphitheater             | 9,000 / 9,000          | $549,914               |
| 1 de julio de 2016     | Kansas City            | Estados Unidos         | Sprint Center                   | 8,287 / 13,309         | $695,964               |
| 2 de julio de 2016     | Denver                 | Estados Unidos         | Pepsi Center                    | 7,006 / 12,105         | $505,592               |
| 5 de julio de 2016     | Phoenix                | Estados Unidos         | Talking Stick Resort Arena      | 10,077 / 11,252        | $832,030               |
| 6 de julio de 2016     | San Diego              | Estados Unidos         | Valley View Casino Center       | 11,964 / 12,095        | $989,625               |
| 8 de julio de 2016     | Los Ángeles            | Estados Unidos         | Staples Center                  | 13,942 / 13,942        | $1,004,804             |
| 9 de julio de 2016     | Anaheim                | Estados Unidos         | Honda Center                    | 10,674 / 11,476        | $870,533               |
| 11 de julio de 2016    | Quebec City            | Canadá                 | Plains of Abraham               | 80,000 / 80,000        | $7,004,925             |
| Asia - Etapa II        |                        |                        |                                 |                        |                        |
| 23 de julio de 2016    | Yakarta                | Indonesia              | Indonesia Convention Exhibition | 5,001 / 5,001          | $498,051               |
| 25 de julio de 2016    | Kuala Lumpur           | Malasia                | Stadium Malawati                | 7,892 / 7,892          | $498,300               |
| 27 de julio de 2016    | Singapur               | Singapur               | Estadio Cubierto de Singapur    | 6,023 / 6,023          | $501,875               |
| 29 de julio de 2016    | Bangkok                | Tailandia              | Impact, Muang Thong Thani       | 8,042 / 8,042          | $543,988               |
| 31 de julio de 2016    | Manila                 | Filipinas              | Mall of Asia Arena              | 11,505 / 11,505        | $796,554               |
| 2 de agosto de 2016    | Tokio                  | Japón                  | Foro Internacional de Tokio     | 5,009 / 5,009          | $598,091               |
| 3 de agosto de 2016    | Tokio                  | Japón                  | Foro Internacional de Tokio     |                        |                        |
| Oceanía - Etapa III    |                        |                        |                                 |                        |                        |
| 6 de agosto de 2016    | Melbourne              | Australia              | Margaret Court Arena            | 10,785 / 10,822        | $909,848               |
| 7 de agosto de 2016    | Melbourne              | Australia              | Margaret Court Arena            | 10,785 / 10,822        | $909,848               |
| 9 de agosto de 2016    | Sídney                 | Australia              | Qudos Bank Arena                | 9,493 / 9,493          | $643,068               |
| 11 de agosto de 2016   | Brisbane               | Australia              | Brisbane Entertainment Centre   | 8,672 / 8,672          | $671,792               |
| 13 de agosto de 2016   | Auckland               | Nueva Zelanda          | Vector Arena                    | 9,008 / 9,035          | $632,892               |
| Total                  | Total                  | Total                  | Total                           | 589,055 / 654,709      | $35,060,839            |

### Fechas canceladas y/o reprogramadas
- En un principio, se habían confirmado dos fechas en China para agosto del 2016, sin embargo, estas fechas se cancelaron debido a que el gobierno de China vetó a Selena por su apoyo al dalái lama. Ocurrió una situación similar con Maroon 5 en 2015.[6]

- Durante los días 29 y 30 de agosto surgieron una serie de rumores sobre una supuesta cancelación de la gira, los cuales serían debido al comentario de Selena en una de sus redes sociales, en donde decía que tomaría un descanso porque el Lupus que posee la cantante trae efectos secundarios como depresión, ataques de pánico y ansiedad. Estos rumores se hicieron realidad el día 31 de agosto cuando se cancelaron todas las fechas restantes de la gira, siendo el concierto de Chile y varios conciertos de Europa los primeros en ser cancelados. Hubo rumores de que en el 2017 se retomaría el tour pero no fue así.

| Fecha                    | Ciudad           | País                   | Lugar                                | Motivo                                                                      |
| ------------------------ | ---------------- | ---------------------- | ------------------------------------ | --------------------------------------------------------------------------- |
| 22 de mayo de 2016       | Toronto          | Canadá                 | Air Canada Centre                    | Reprogramado al 25 de mayo de 2016 por Eventos de la NBA                    |
| 25 de mayo de 2016       | Ottawa           | Canadá                 | Canadian Tire Centre                 | Adelantado al 22 de mayo de 2016 por Eventos de la NBA                      |
| 8 de agosto de 2016      | Shanghái         | China                  | Mercedes-Benz Arena                  | Retiro de la Visa                                                           |
| 9 de agosto de 2016      | Cantón           | China                  | Guangzhou International Sports Arena | Retiro de la Visa                                                           |
| 9 de agosto de 2016      | Sídney           | Australia              | Hodern Pavillon                      | Conciertos unidos y trasladados al Qudos Bank Arena por aforo insuficiente. |
| 10 de agosto de 2016     | Sídney           | Australia              | Hodern Pavillon                      | Conciertos unidos y trasladados al Qudos Bank Arena por aforo insuficiente. |
| 3 de septiembre de 2016  | Paradise         | Canadá                 | Paradise Park Amphitheater           | Cancelados debido al lupus que sufre la cantante.                           |
| 4 de septiembre de 2016  | Moncton          | Canadá                 | Moncton Stadium                      | Cancelados debido al lupus que sufre la cantante.                           |
| 24 de septiembre de 2016 | Nueva York       | Estados Unidos         | Central Park                         | Cancelados debido al lupus que sufre la cantante.                           |
| 10 de octubre de 2016    | Helsinki         | Finlandia              | Hartwall Areena                      | Cancelados debido al lupus que sufre la cantante.                           |
| 12 de octubre de 2016    | Estocolmo        | Suecia                 | Ericsson Globe                       | Cancelados debido al lupus que sufre la cantante.                           |
| 13 de octubre de 2016    | Oslo             | Noruega                | Spektrum                             | Cancelados debido al lupus que sufre la cantante.                           |
| 15 de octubre de 2016    | Copenhague       | Dinamarca              | Forum                                | Cancelados debido al lupus que sufre la cantante.                           |
| 17 de octubre de 2016    | Colonia          | Alemania               | Lanxess Arena                        | Cancelados debido al lupus que sufre la cantante.                           |
| 18 de octubre de 2016    | Ámsterdam        | Países Bajos           | Ziggo Dome                           | Cancelados debido al lupus que sufre la cantante.                           |
| 19 de octubre de 2016    | París            | Francia                | AccorHotels Arena                    | Cancelados debido al lupus que sufre la cantante.                           |
| 22 de octubre de 2016    | Esch-sur-Alzette | Luxemburgo             | Rockhal                              | Cancelados debido al lupus que sufre la cantante.                           |
| 24 de octubre de 2016    | Praga            | República Checa        | O2 Arena                             | Cancelados debido al lupus que sufre la cantante.                           |
| 26 de octubre de 2016    | Milán            | Italia                 | Mediolanum Forum                     | Cancelados debido al lupus que sufre la cantante.                           |
| 28 de octubre de 2016    | Múnich           | Alemania               | Olympiahalle                         | Cancelados debido al lupus que sufre la cantante.                           |
| 29 de octubre de 2016    | Zúrich           | Suiza                  | Hallenstadion                        | Cancelados debido al lupus que sufre la cantante.                           |
| 31 de octubre de 2016    | Fráncfort        | Alemania               | Festhalle                            | Cancelados debido al lupus que sufre la cantante.                           |
| 1 de noviembre de 2016   | Amberes          | Bélgica                | Sportpaleis                          | Cancelados debido al lupus que sufre la cantante.                           |
| 3 de noviembre de 2016   | Mánchester       | Inglaterra             | Manchester Arena                     | Cancelados debido al lupus que sufre la cantante.                           |
| 4 de noviembre de 2016   | Londres          | Inglaterra             | The O2 Arena                         | Cancelados debido al lupus que sufre la cantante.                           |
| 6 de noviembre de 2016   | Birmingham       | Inglaterra             | Genting Arena                        | Cancelados debido al lupus que sufre la cantante.                           |
| 8 de noviembre de 2016   | Dublín           | Irlanda                | The 3Arena                           | Cancelados debido al lupus que sufre la cantante.                           |
| 10 de noviembre de 2016  | Glasgow          | Escocia                | The Hydro                            | Cancelados debido al lupus que sufre la cantante.                           |
| 14 de noviembre de 2016  | Madrid           | España                 | Barclaycard Center                   | Cancelados debido al lupus que sufre la cantante.                           |
| 16 de noviembre de 2016  | Lisboa           | Portugal               | MEO Arena                            | Cancelados debido al lupus que sufre la cantante.                           |
| 18 de noviembre de 2016  | Dubái            | Emiratos Árabes Unidos | Austim Rocks Arena                   | Cancelados debido al lupus que sufre la cantante.                           |
| 1 de diciembre de 2016   | Santiago         | Chile                  | Movistar Arena                       | Cancelados debido al lupus que sufre la cantante.                           |
| 3 de diciembre de 2016   | Buenos Aires     | Argentina              | Tecnópolis                           | Cancelados debido al lupus que sufre la cantante.                           |
| 6 de diciembre de 2016   | Curitiba         | Brasil                 | Expo Unimed                          | Cancelados debido al lupus que sufre la cantante.                           |
| 8 de diciembre de 2016   | Brasilia         | Brasil                 | Net Live                             | Cancelados debido al lupus que sufre la cantante.                           |
| 10 de diciembre de 2016  | São Paulo        | Brasil                 | Allianz Parque                       | Cancelados debido al lupus que sufre la cantante.                           |
| 11 de diciembre de 2016  | Río de Janeiro   | Brasil                 | HSBC Arena                           | Cancelados debido al lupus que sufre la cantante.                           |
| 14 de diciembre de 2016  | Ciudad de México | México                 | Arena Ciudad de México               | Cancelados debido al lupus que sufre la cantante.                           |
| 16 de diciembre de 2016  | Monterrey        | México                 | Monterrey Arena                      | Cancelados debido al lupus que sufre la cantante.                           |
| 18 de diciembre de 2016  | Guadalajara      | México                 | Auditorio Telmex                     | Cancelados debido al lupus que sufre la cantante.                           |